# Нова лівиця
«Нова лівиця» (пол. Nowa Lewica; NL) — соціал-демократична політична партія в Польщі. Позиціонується в лівоцентристському політичному спектрі. Лідерами партії є Влодзімєж Чаржастий та Роберт Бедронь.
Утворена у 2021 році в результаті злиття «Союзу демократичних лівих сил» та «Весни», хоча плани щодо об'єднання виникли ще у 2020 році. Входить до коаліції «Ліві» разом з лівою партією «Ліві разом». Дотримується проєвропейських поглядів.